# Пересыпский район
Пере́сыпский райо́н (до 2023 года — Суворовский) — один из четырёх районов Одессы. Назван в честь исторического района Пересыпь в Одессе.

## История
Административные границы района неоднократно менялись. Так, в 1920 году произошло слияние двух районных советов: Пересыпского и Слободского, в результате чего район получил название Пересыпско-Слободской. С марта 1924 г. переименован в Ленинский район. С таким названием и определенными границами район просуществовал до 1979 года.
Указом Президиума Верховного Совета УССР от 7 декабря 1979 г. на территории г. Одессы был образован еще один район — Суворовский, граничивший с территорией бывшего Ленинского района.
В 2002 году при новом административно-территориальном разделении города Одесский горсовет принял решение №197-XXIV от 26 июля 2002 года «О слиянии Ленинского и Суворовского районов». Итогом слияния стал новообразованный Суворовский район.

### Переименование
27 декабря 2022 года заместитель городского головы Павел Вугельман ответил за обращение общественного активиста и декоммунизатора Вадима Позднякова, отметив, что вопрос переименования района города будет рассмотрен на очередном заседании Историко топонимической комиссии при Исполнительном комитете Одесского городского совета. Павел Вугельман пообещал, что Комия будет работать над очищением общественного пространства от засилья в топонимике Одессы упоминаний о персоналиях и событиях российской истории и культуры. Список предложенных новых названий будет вынесен на общественные обсуждения.
3 мая 2023 года решением Одесского городского совета Суворовский район был переименован в Пересыпский.

## Территории
Начинается Пересыпский район с Пересыпи, районе, построенном на песчано-ракушечной косе, отделяющей Хаджибейский и Куяльницкий лиманы от Чёрного моря.

## Пересыпская районная администрация
65025, г. Одесса, просп. Князя Владимира Великого, 106